# (3614) Tumilty
(3614) Tumilty (1983 AE1) – planetoida z pasa głównego asteroid okrążająca Słońce w ciągu 5,15 lat w średniej odległości 2,98 au Odkrył ją Norman G. Thomas 12 stycznia 1983 roku.